# Magdalena Gorzelany-Dziadkowiec
Magdalena Ludwika Gorzelany-Dziadkowiec – polska ekonomistka, doktor habilitowany nauk społecznych, adiunkt na Uniwersytecie Ekonomicznym w Krakowie, specjalistka od konkurencyjności przedsiębiorstw oraz zarządzania przedsiębiorstwem.

## Kariera naukowa
W 1999 roku została zatrudniona na Uniwersytecie Ekonomicznym w Krakowie, gdzie w 2006 roku na jego Wydziale Ekonomii i Stosunków Międzynarodowych uzyskała stopień doktora nauk ekonomicznych na podstawie rozprawy pt. Pozycja konkurencyjna jako element zarządzania strategicznego w sektorze na przykładzie firm deweloperskich woj. małopolskiego, której promotorem był Józef Machaczka. W latach 2016–2023 pracowała w Akademii Nauk Stosowanych w Nowym Targu, a w latach 2019–2024 zatrudniona była na Uniwersytecie Jagiellońskim. W 2023 roku ta sama uczelnia nadała jej stopień doktora habilitowanego nauk społecznych na podstawie pracy pt. Innowacje w kreowaniu zmian wewnątrzorganizacyjnych i narzędzi do projektowania systemów zarządzania w organizacjach inteligentnych. W 2024 roku rozpoczęła pracę na Uniwersytecie Papieskim Jana Pawła II w Krakowie.